# Polysyndeton
Polysyndeton je syntaktická figura, která je opakem asyndetonu a vyznačuje se nadměrným používáním spojek.
A vím že neodcházím
a že jsem nezamkl
A malou horkou ruku
Plynových plamínků
Tu cítím přes den v srdci
(...) Copak můžu za to
Že v očích koutky máš -
A že máš ústa A že máš dvě nohy
A že tvá záda Velké naplnění
A že na tvých ňadrech třeba Saul byl sám -
A že tvá malá
Strašně horká ruka - (...)
(Josef Kainar)